# Mille Miglia 1934
La Mille Miglia 1934 è stata una corsa automobilistica di velocità su strada.
Disputata tra l'8 e il 9 aprile 1934 su un percorso stradale da Brescia a Roma e ritorno venne vinta da Achille Varzi e Amedeo Bignami che coprirono l'intera distanza di 1615 km su un'Alfa Romeo 8C 2300 Monza 2.6 Spider Brianza biposto della Scuderia Ferrari in 14 ore 8 minuti e 5 secondi alla velocità media di 114,307 chilometri orari.

## Categorie
Le vetture erano suddivise in classi in base alla cilindrata. Fu la Mille Miglia con meno partenti della storia, si iscrissero 61 concorrenti, di questi 57 presero il via da Brescia e solo 29 di loro completarono il percorso.
| Sigla  | Categoria              |
| ------ | ---------------------- |
| S 1.1  | Sport entro 1100 cm3   |
| S 1.5  | Sport entro 1500 cm3   |
| S 3.0  | Sport entro 3000 cm3   |
| T 2.0  | Turismo entro 2000 cm3 |
| T +3.0 | Turismo oltre 3000 cm3 |

## Percorso
Il percorso venne modificato rispetto all'anno precedente in tre puntiː tra Cremona e Parma (dove si transita attraverso Piacenza anziché attraverso Casalmaggiore), tra Padova e Treviso (passando da Venezia/Mestre per attraversare il nuovo ponte sulla laguna appena costruito) e tra Treviso e Vicenza (eliminato il passaggio da Feltre). 
Brescia — Cremona — Piacenza — Parma — Reggio Emilia — Modena — Bologna — Passo della Raticosa — Passo della Futa — Firenze — San Casciano in Val di Pesa — Poggibonsi — Siena — San Quirico d'Orcia — Radicofani — Bolsena — Viterbo — Vetralla — Monterosi — Madonna di Bracciano — Roma — Civita Castellana — Narni — Terni — Valico della Somma — Spoleto — Foligno — Perugia — Gubbio — Fossato di Vico — Fabriano — Castelraimondo — Tolentino — Macerata — Villa Potenza — Porto Recanati — Ancona — Senigallia — Fano — Pesaro — Rimini — Cesena — Forlì — Faenza — Imola — Bologna — Ferrara — Rovigo — Monselice — Padova — Mestre — Venezia — Mestre — Treviso — Cittadella — Vicenza — Lonigo — Verona — Peschiera del Garda — Desenzano del Garda — Brescia.
Così modificato il tracciato raggiunse una distanza complessiva di 1615,700 km; 34,300 in meno rispetto all'anno precedente.

## Gara

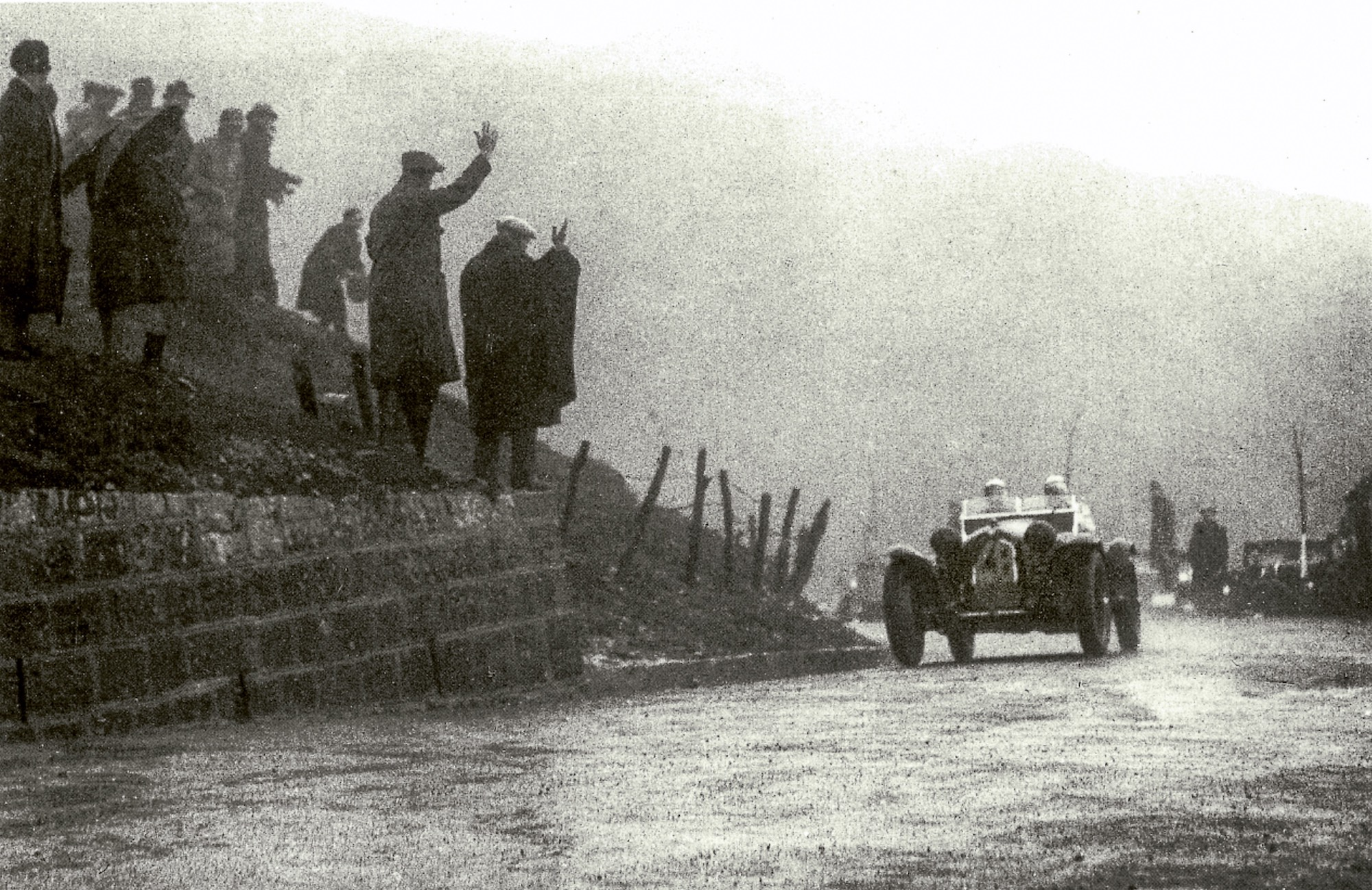
Achille Varzi e Amedeo Bignami sull'Alfa Romeo 8C 2300 Monza 2.6 Spider Brianza Biposto della Scuderia Ferrari sulla strada per la vittoria

### Resoconto[2]
La Mille Miglia 1934 fu teatro di uno straordinario duello tra Achile Varzi e Tazio Nuvolari; entrambi al volante di due Alfa Romeo 8C 2300. Achille Varzi correva per la Scuderia Ferrari in coppia con Amedeo Bignami su un'Alfa Romeo 8C 2300 Monza Spider Brianza Biposto con cilindrata aumentata a 2600 cm3 e carburatore Weber. Tazio Nuvolari correva invece da privato in coppia con Eugenio Siena su una 8C 2300 Monza Spider Brianza Biposto con carburatore Memini perfettamente messa a punto direttamente dal capo tecnico dell'Alfa Romeo Vittorio Jano. In pratica le vetture sviluppavano entrambe 180 CV e la gara fu una sfida tra i due piloti Alfa Romeo che si risolse a favore di Varzi. Al talento indiscutibile del pilota si sommò la perfetta gestione sportiva di Enzo Ferrari che scelse gomme Pirelli per la sua Scuderia anziché Dunlop, preferite da Nuvolari, fatto decisivo sulle strade venete bagnate dalla pioggia. Il 1934 venne visto come la rivincita di Varzi che riuscì a vincere una 1000 Miglia davanti a Nuvolari dopo la sconfitta subita nell'edizione 1930.

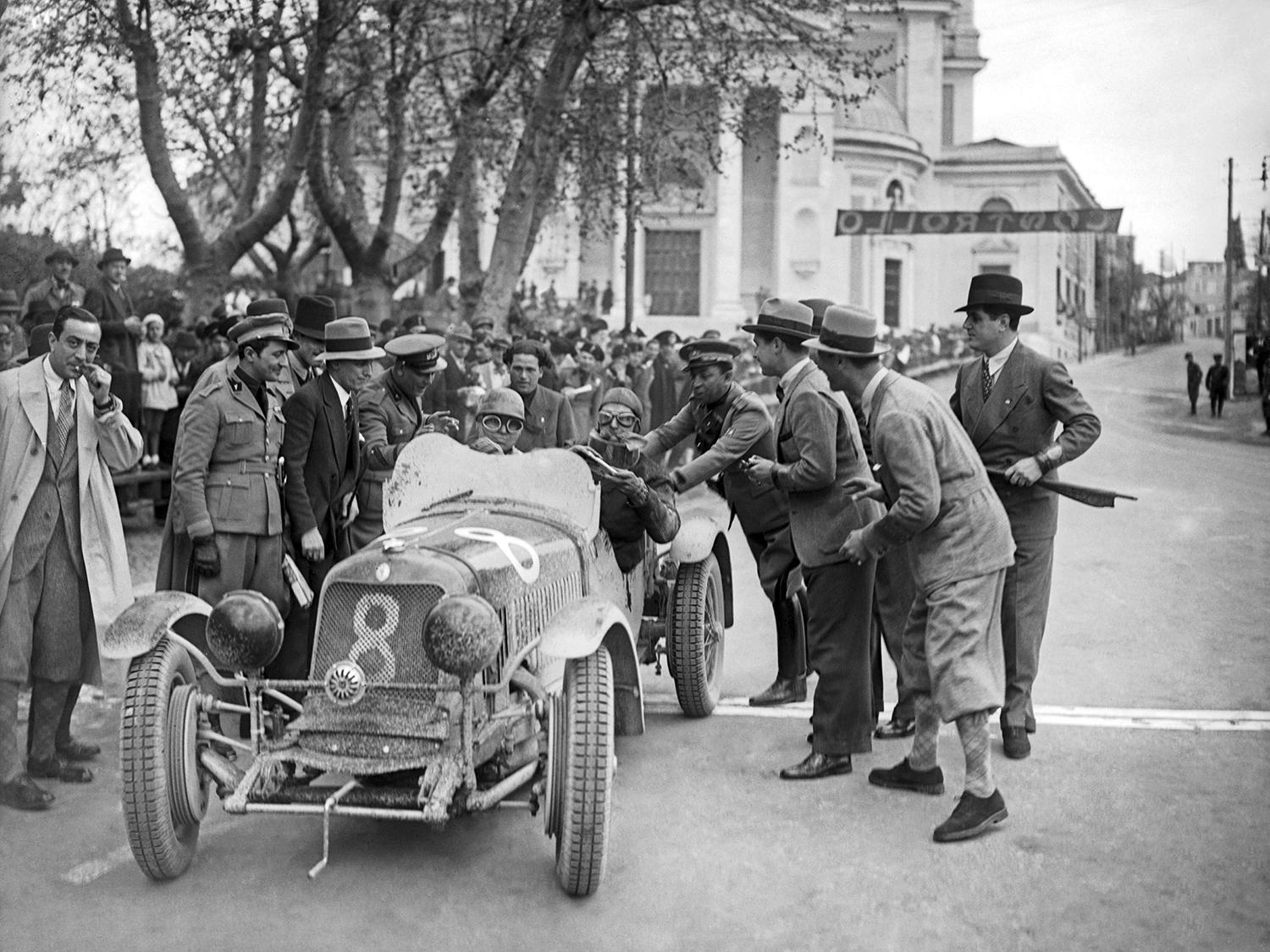
La Maserati 4CS 1100 di Taruffi - Bertocchi al controllo orario di Roma

La gara prese il via alle 4 del mattino sotto la minaccia della pioggia che cominciò poco dopo e scese fino a Firenze. L'orario di partenza venne anticipato rispetto al solito per permettere lo svolgimento della gara durante il giorno. Alle 5:40 partì Nuvolari, seguito 4 minuti dopo da Varzi. Varzi raggiunse Nuvolari e sulla via per Roma si superarono ripetutamente a vicenda. A Firenze e al giro di boa a Roma in testa però c'era l'Alfa Romeo 8C 2300 di Mario Tadini e Nando Barbieri. Poco dopo Varzi prese il comando della corsa, seguito da Nuvolari a pochi secondi di distanza. Quando raggiunsero Terni sulla via di ritorno a Brescia, Varzi aveva ottenuto un vantaggio di quasi 3 minuti sul primo inseguitore, ridotto poi a 20 secondi mentre correvano lungo la costa adriatica. La gara di Tadini finì quando la sua leva del cambio si spezzò e Louis Chiron, alla sua prima Mille Miglia, lo superò e ottenne il terzo posto che mantenne fino alla bandiera a scacchi. 

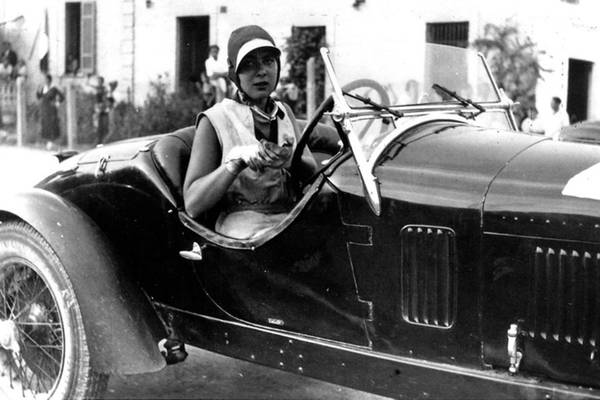
Anna Maria Peduzzi al volante della sua Alfa Romeo 6C 1500 GS Testa Fissa Spider Brianza che condusse alla vittoria con Gianfranco Comotti

Al controllo orario di Bologna Nuvolari era in testa, grazie anche ad una foratura di Varzi, ma all'assistenza di Imola Enzo Ferrari fece cambiare le gomme a Varzi facendogli montare pneumatici Pirelli ancorizzati (procedura che rendeva le gomme più aderenti sul bagnato grazie a degli speciali intagli) per migliorare la tenuta sulle strade venete in vista della pioggia che avrebbe ricominciato a cadere. Nuvolari invece rimase fedele alle Dunlop e venne superato sotto la pioggia sul ponte stradale di Venezia. Al traguardo l'ordine rimase lo stesso e Achille Varzi vinse la sua prima, e unica, Mille Miglia con solo 8 minuti e 53" di vantaggio su Nuvolari dopo 14 ore di gara.
Nella classe 1100 cm3 le MG K3 Magnette vittoriose l'anno precedente non riuscirono a ripetersi e vennero battute dalle Maserati 4CS 1100, in particolare quella condotta da Piero Taruffi e Guerino Bertocchi vinse la classe e raggiunse il 4º posto assoluto. Tra le vetture fino a 2000 cm3 vinse l'Alfa Romeo 6C 1750 GS Spider Brianza privata di Pertile e Jonoch, raggiungendo il 9º posto assoluto, mentre nella classe Turismo oltre i 3000 cm3 Carlo Maria Pintacuda e Mario Nardilli portarono alla vittoria una Lancia Astura, arrivando al 10º posto assoluto.
Prima della classe 1500 cm3 e 13° assoluta con un'Alfa Romeo 6C 1500 GS Testa Fissa Spider Brianza gestita dalla Scuderia Ferrari si classificò l'equipaggio composto da Gianfranco Comotti e da un pilota-donna, Anna Maria Peduzzi.

### Risultati[1][3]
| Pos. | N° | Equipaggio                                   | Vettura                                     | Scuderia             | Tempo/Ritiro | Classe  |
| ---- | -- | -------------------------------------------- | ------------------------------------------- | -------------------- | ------------ | ------- |
| 1    | 48 | Achille Varzi Amedeo Bignami                 | Alfa Romeo 8C 2300 Monza 2.6 Spider Brianza | Scuderia Ferrari     | 14h08'05"    | S 3.0   |
| 2    | 44 | Tazio Nuvolari Eugenio Siena                 | Alfa Romeo 8C 2300 Monza 2.6 Spider Brianza | Scuderia Siena       | 14h16'58"    | S 3.0   |
| 3    | 46 | Louis Chiron Archimede Rosa                  | Alfa Romeo 8C 2300 Monza                    | Scuderia Ferrari     | 15h24'00"    | S 3.0   |
| 4    | 59 | Giovanni Battaglia Ferruccio Bianchi         | Alfa Romeo 8C 2300 Monza                    |                      | 15h29'34"    | S 3.0   |
| 5    | 8  | Piero Taruffi Guerino Bertocchi              | Maserati 4CS 1100                           | Maserati             | 15h39'01"    | S 1.1   |
| 6    | 60 | Arrigo Sanguinetti Renato Balestrero         | Alfa Romeo 8C 2300                          | Gruppo San Giorgio   | 16h21'31"    | S 3.0   |
| 7    | 56 | Piero Dusio G. Aymini                        | Alfa Romeo 8C 2300                          | Scuderia Subalpina   | 16h38'16"    | S 3.0   |
| 8    | 57 | Gennaro Auricchio Umberto Berti              | Alfa Romeo 8C 2300                          |                      | 16h43'17"    | S 3.0   |
| 9    | 42 | N. Pertile G. Jonoch                         | Alfa Romeo 6C 1750                          |                      | 16h55'29"    | T 2.0   |
| 10   | 32 | Mario Nardilli Carlo Maria Pintacuda         | Lancia Astura                               | Scuderia Lancia      | 16h58'56"    | T + 3.0 |
| 11   | 3  | Giovanni Lurani Clifton Penn-Hughes          | MG Magnette K3                              | MG                   | 17h01'14"    | S 1.1   |
| 12   | 55 | Felice Bonetto A. Negri                      | Alfa Romeo 8C 2300                          |                      | 17h24'28"    | S 3.0   |
| 13   | 27 | Anna-Maria Peduzzi Gianfranco Comotti        | Alfa Romeo 6C 1500                          | Scuderia Ferrari     | 17h39'55"    | S 1.5   |
| 14   | 15 | Giuseppe Gilera Sebastiano Manzoni           | Fiat 508S Siata                             |                      | 17h46'32"    | S 1.1   |
| 15   | 12 | O. Chilesotti G. Goti                        | Fiat 508CS Balilla Sport                    |                      | 17h49'30"    | S 1.1   |
| 16   | 25 | G. Mignini T. Montesi                        | Alfa Romeo 6C 1500                          |                      | 17h54'04"    | S 1.5   |
| 17   | 31 | Mario Coda G. Ramella                        | Lancia Lambda                               |                      | 18h02'08"    | T + 3.0 |
| 18   | 7  | Ettore Bianco A. Mignanego                   | Fiat Siata 508S                             |                      | 18h21'35"    | S 1.1   |
| 19   | 4  | Vittorugo Mallucci O. Astolfi                | Fiat Siata 508S                             |                      | 18h31'52"    | S 1.1   |
| 20   | 22 | Alberto Macchia M. Jelmini                   | Fiat 508CS Balilla Sport                    |                      | 18h41'57"    | S 1.1   |
| 21   | 20 | Theodor Fork Charley                         | MG Magnette K3                              | Theodor Fork         | 18h43'35"    | S 1.1   |
| 22   | 30 | F. Giovanelli O. Vaggelli                    | Itala Speciale Diesel                       |                      | 18h46'52"    | T + 3.0 |
| 23   | 38 | G. Castellano Gino Zordan                    | Alfa Romeo 6C 1750 GS                       |                      | 18h52'56"    | T 2.0   |
| 24   | 2  | A. Facchetti F. Venosta                      | Fiat 508CS Balilla Sport                    |                      | 18h55'55"    | S 1.1   |
| 25   | 61 | Giovanni Battista Santinelli B. Donnini      | Alfa Romeo 8C 2300                          |                      | 19h30'00"    | S 3.0   |
| 26   | 37 | F. Crivellari Enzo Bortolon                  | Alfa Romeo 6C 1750                          |                      | 19h36'12"    | T 2.0   |
| 27   | 53 | Guglielmo Gramolelli R. Toti                 | Alfa Romeo 8C 2300                          |                      | 19h41'00"    | S 3.0   |
| 28   | 17 | P. L. Torriani S. Petruccioli                | Fiat 508CS Balilla Sport                    |                      | 20h04'05"    | S 1.1   |
| 29   | 13 | Francesco Apruzzi A. Antelmi                 | Fiat 508CS Balilla Sport                    |                      | 22h03'00"    | S 1.3   |
| Rit  | 5  | Giacomo Ragnoli "Torni"                      | Fiat                                        |                      |              | S 1.1   |
| Rit  | 6  | Eddie Hall Mrs. E. J. Hall                   | MG Magnette K3                              | MG                   |              | S 1.1   |
| Rit  | 10 | Luigi Villoresi Emilio Villoresi             | Fiat 508CS Balilla Sport                    |                      |              | S 1.1   |
| Rit  | 11 | Moris Bergamini E. Guastalla                 | Fiat 508CS Balilla Sport                    |                      |              | S 1.1   |
| Rit  | 14 | L. Beccaria Attilio Battilana                | Fiat Siata 508S                             |                      |              | S 1.1   |
| Rit  | 16 | Earl Howe T. Thomas                          | MG Magnette K3                              | MG                   | Incidente    | S 1.1   |
| Rit  | 18 | P. Ravano M. Lenzi                           | Fiat Siata 508S                             |                      |              | S 1.1   |
| Rit  | 19 | Alfredo Caniato A. Rocca                     | Rocca 1100                                  |                      |              | S 1.1   |
| Rit  | 21 | D. Bignami U. Cavanna                        | Fiat                                        |                      |              | S 1.1   |
| Rit  | 23 | G. Coppola Bacciocchi                        | Fiat 508CS Balilla Sport                    |                      |              | S 1.1   |
| Rit  | 24 | Manech Dinshaw Petit A. Esson Scott          | Aston Martin Le Mans                        | Manech Dinshaw Petit | Incidente    | S 1.5   |
| Rit  | 26 | Ippolito Berrone P. Bortolini                | Maserati 4CS 1500 Campari & Sorniotti       |                      |              | S 1.5   |
| Rit  | 28 | Alb. Pellerano A. Scarpari                   | Alfa Romeo 6C 1500                          |                      |              | S 1.5   |
| Rit  | 29 | O. Argentiero A. Ferrari                     | Alfa Romeo 6C 1500                          |                      | Incidente    | S 1.5   |
| Rit  | 33 | E. Gioni R. Cinelli                          | Alfa Romeo 6C 1750                          |                      |              | T 2.0   |
| Rit  | 34 | Nino Farina Luigi Della Chiesa               | Alfa Romeo 6C 1750                          | Scuderia Subalpina   |              | T 2.0   |
| Rit  | 36 | Francesco Beneventano G. Della Valle         | Alfa Romeo 6C 1750                          |                      |              | T 2.0   |
| Rit  | 39 | P. Ferraro G. Clerici                        | Alfa Romeo 6C 1750                          |                      |              | T 2.0   |
| Rit  | 40 | Giovanni Restelli C. Dell'Orto               | Alfa Romeo 6C 1900 GT                       |                      |              | T 2.0   |
| Rit  | 41 | Ermanno Gurgo Salice Carlo Laredo de Mendoza | Alfa Romeo 6C 1900 GT                       |                      |              | T 2.0   |
| Rit  | 43 | V. Parodi E. Zuccarini                       | Alfa Romeo 6C 1900 GT                       |                      |              | T 2.0   |
| Rit  | 45 | Mario Tadini Nando Barbieri                  | Alfa Romeo 8C 2300 Monza Spider Brianza 2.6 | Scuderia Ferrari     |              | S 3.0   |
| Rit  | 47 | Giovanni Minozzi Luigi Soffietti             | Alfa Romeo 8C 2300 2.6                      | Scuderia Siena       |              | S 3.0   |
| Rit  | 50 | Nicola Borelli V. Lo Prete                   | Alfa Romeo 8C 2300                          |                      | Incidente    | S 3.0   |
| Rit  | 52 | Giovanna Maria Cornaggia Medici E. Premoli   | Alfa Romeo 8C 2300 Touring                  |                      |              | S 3.0   |
| Rit  | 54 | Lelio Pellegrini Giuseppe Santi              | Alfa Romeo 8C 2300                          |                      |              | S 3.0   |
| Rit  | 58 | Pietro Ghersi Guglielmo Carraroli            | Alfa Romeo 8C 2300 Monza 2.6                | Scuderia Ferrari     |              | S 3.0   |
| Rit  | 63 | Hans Ruesch Ulrich Maag                      | Alfa Romeo 8C 2300                          |                      |              | S 3.0   |
| NP   | 1  | Secondo Corsi                                | Fiat                                        |                      |              | S 1.1   |
| NP   | 9  | "Quer" "Par"                                 | Fiat                                        |                      |              | S 1.1   |
| NP   | 35 | G. Azzali                                    | Alfa Romeo                                  |                      |              | T 2.0   |
| NP   | 62 | Gino Rovere Giovanni Alloatti                | Alfa Romeo 8C 2300 2.6                      |                      |              | S 3.0   |